# 대한민국 상법 제55조
대한민국 상법 제55조는 법정이자청구권에 대한 상법총칙의 조문이다.

## 조문
제55조(법정이자청구권) (1) 상인이 그 영업에 관하여 금전을 대여한 경우에는 법정이자를 청구할 수 있다.

(2) 상인이 그 영업범위 내에서 타인을 위하여 금전을 체당(替當)하였을 때에는 체당한 날 이후의 법정이자를 청구할 수 있다.